# Eurytenes stigmaticus
Eurytenes stigmaticus är en stekelart som först beskrevs av Fischer 1958.  Eurytenes stigmaticus ingår i släktet Eurytenes och familjen bracksteklar. Inga underarter finns listade i Catalogue of Life.